# 加拿大遊騎兵
加拿大遊騎兵（英語：Canadian Rangers）是一支隸屬於加拿大陸軍的預備役部隊。任務是保衛加拿大北部、沿海的人口稀少地帶。
人數約5000人，幾乎都是因紐特人、第一民族、梅蒂人等加拿大原住民。該部隊於1947年5月23日正式成立。

## 單位
- 第1加拿大遊騎兵巡邏隊（英语：1 Canadian Ranger Patrol Group）

負責努納福特、育空、西北地區。由加拿大第3師指揮。
- 第2加拿大遊騎兵巡邏隊

負責魁北克省。由加拿大第2師指揮。
- 第3加拿大遊騎兵巡邏隊

負責安大略省。由加拿大第4師指揮。
- 第4加拿大遊騎兵巡邏隊

負責不列顛哥倫比亞省、艾伯塔省、薩斯喀徹溫省、曼尼托巴省。由加拿大第3師指揮。
- 第5加拿大遊騎兵巡邏隊

負責紐芬蘭與拉布拉多省。由加拿大第5師指揮。